# БИЧ-6
БИЧ-6 «Дракон» — одноместный планёр-паритель конструкции Б. И. Черановского. Был построен в 1927 г. в Москве.
Планёр строили в спешке, что отразилось на качестве его исполнения.  Однако «Дракон» летал и показал достаточно высокие качества. Его пилотировал Сергей Корзинщиков.

## Конструкция
Фюзеляжный моноплан с высокорасположенным крылом. Фюзеляж рамочной конструкции, обшит фанерой. Крыло трехлонжеронное, передняя кромка параболической формы, обшита фанерой. Вертикальное и горизонтальное оперение имело параболическое очертание передней кромки.